# Meyenburg
Meyenburg ist eine Stadt im Landkreis Prignitz in Brandenburg (Deutschland) und Verwaltungssitz des gleichnamigen Amtes.

## Geographie
Meyenburg liegt am Südufer des Elbe-Nebenflusses Stepenitz und grenzt im Norden an Mecklenburg. Bei Meyenburg entspringt außer der Stepenitz die Dosse, deren Oberlauf die Landesgrenze zu Mecklenburg-Vorpommern bildet. Nordöstlich von Meyenburg, in Altenhof (Mecklenburg) entspringt die Elde. Trotz der kaum gegliederten Landschaft fließen die drei Flüsse in unterschiedliche Richtungen, die Stepenitz zunächst nach Westen, die Dosse nach Süden und die Elde  nach Osten.

## Stadtgliederung
Zu Meyenburg gehören der Ortsteil Schmolde, die bewohnten Gemeindeteile Bergsoll, Buddenhagen, Griffenhagen, Penzlin, Penzlin-Süd und Schabernack, der Wohnplatz Ziegelei sowie die Wüstung Kiebitzberg.

## Geschichte
Meyenburg liegt nahe der mecklenburgischen Grenze am Oberlauf der Stepenitz an einer alten großen Handelsstraße, ursprünglich im Schutze einer markgräflichen Burg, die hier vor 1285 erbaut wurde. An diese Burg lehnte sich südlich die Siedlung an, die um 1300 Stadtrecht erhielt. Der in Rippenform angelegte Stadtgrundriss entwickelte sich zu beiden Seiten der von Süd nach Nord ziehenden Straße. In der Mitte der Hauptstraße ist ein rechteckiger Marktplatz ausgespart. Auf der weniger tiefen östlichen Hälfte der Stadt liegen Schloss und Kirche.
Als wichtiger Grenzort war Meyenburg stets auch ein von den mecklenburgischen Herzögen begehrter Besitz. Schließlich gelangte Meyenburg in der Mitte des 14. Jahrhunderts (vor 1364) als markgräfliches Lehen an die aus Bayern stammenden Herren von Rohr. Die Geschichte Meyenburgs ist seither eng mit der Familie von Rohr verbunden. Sie stellte seit 1350 zwölf Vögte bzw. seit dem 15. Jahrhundert Hauptmänner der Prignitz und stand damit lange Zeit neben den Edlen Gans und den von Quitzow an der Spitze des Prignitzer und Ruppiner Adels. Im Landbuch der Mark Brandenburg von 1373 werden neben den Edlen Gans zu Putlitz, denen von Bosel und denen von Quitzow nur noch die Herren von Rohr als “nobiles” (Adelige) der Prignitz besonders hervorgehoben.
Die außerhalb der Stadt Meyenburg gelegene Burg wurde wahrscheinlich Anfang des 14. Jahrhunderts aufgegeben. Aus dieser Zeit stammen die ältesten Teile des heutigen Schlosses. Der in Teilen aus der Stadtmauer hervorgegangene und im Kern mittelalterliche vielgliedrige Schlossbau ist erst von der Familie von Rohr erbaut worden, die hier vor allem vom 15. bis zum 19. Jahrhundert zwei getrennte Wohnsitze hatte. Erst der Ritterschaftsdirektor Otto von Rohr (1810–1892) ließ die beiden nebeneinander stehenden mittelalterlichen Wohnhäuser vom Berliner Baumeister Friedrich Adler 1865–1866 durch einen Verbindungsbau sowie den Anbau eines kurzen symmetrisch gegliederten Westflügels zu einem eindrucksvollen langgestreckten Schlossgebäude im Stil der Neorenaissance vereinigen und bedeutend erweitern. Das Meyenburger Schloss gehört heute zu den herausragenden profanen Baudenkmälern in der Prignitz. Im Zuge dieser Umbaumaßnahmen wurden auch die sich südlich an das Schloss anschließenden Wirtschaftsgebäude niedergelegt. Das Gelände wurde durch den Hofgärtner Finck in den 1860er Jahren zu einem ausgedehnten Landschaftspark entlang der Stepenitz umgestaltet, der sich bis an die Straße nach Freyenstein hinzog und eine Fläche von 30 Morgen umfasste.
Am Ende des Dreißigjährigen Krieges war Meyenburg vollständig entvölkert. Aus mittelalterlicher Zeit sind in Meyenburg nur noch die Reste der aus Feldsteinen errichteten Stadtmauer im Osten und Nordosten, das Schloss und die im Kern spätmittelalterliche Kirche erhalten. Der backsteinerne Kirchturm stammt aus dem Jahre 1850. Alle übrigen Gebäude, überwiegend traufständige zweigeschossige Fachwerkbauten, stammen im Wesentlichen aus der Zeit nach dem großen Stadtbrand von 1795. Die beiden Stadttore wurden im 19. Jahrhundert abgetragen. In den Gründerjahren kam es zu einer Stadterweiterung entlang der Straßen nach Pritzwalk und Freyenstein.
Mit der Anbindung der Stadt an die Bahnstrecken nach Neustadt (Dosse) und Güstrow am 11. Dezember 1887 kam es zu einem bescheidenen wirtschaftlichen Aufschwung. Als Verbindung von Bahnhofstraße und Stadt wurde der von Gründerzeitbauten geprägte dreieckige Wilhelmsplatz geschaffen.
Meyenburg gehörte seit 1817 zum Kreis Ostprignitz in der Provinz Brandenburg und ab 1952 zum Kreis Pritzwalk im DDR-Bezirk Potsdam. Seit 1993 liegt die Stadt im brandenburgischen Landkreis Prignitz.
Eingemeindungen
Buddenhagen gehört seit dem 1. Januar 1974 zu Meyenburg. Schmolde wurde am 31. Dezember 2001 eingemeindet.

## Bevölkerungsentwicklung
| Jahr | Einwohner |
| ---- | --------- |
| 1875 | 1 587     |
| 1890 | 1 690     |
| 1910 | 1 950     |
| 1925 | 2 134     |
| 1933 | 2 234     |
| 1939 | 2 222     |

| Jahr | Einwohner |
| ---- | --------- |
| 1946 | 3 329     |
| 1950 | 3 254     |
| 1964 | 3 039     |
| 1971 | 3 009     |
| 1981 | 2 880     |
| 1985 | 2 866     |

| Jahr | Einwohner |
| ---- | --------- |
| 1990 | 2 682     |
| 1995 | 2 556     |
| 2000 | 2 323     |
| 2005 | 2 506     |
| 2010 | 2 305     |
| 2015 | 2 124     |

| Jahr | Einwohner |
| ---- | --------- |
| 2020 | 2 111     |
| 2021 | 2 125     |
| 2022 | 2 063     |
| 2023 | 2 101     |
| 2024 | 2 061     |

Gebietsstand des jeweiligen Jahres, Einwohnerzahl: Stand 31. Dezember (ab 1991), ab 2011 auf Basis des Zensus 2011, ab 2022 auf Basis des Zensus 2022

## Politik

### Stadtverordnetenversammlung
Die Stadtverordnetenversammlung von Meyenburg besteht aus 12 Stadtverordneten und dem ehrenamtlichen Bürgermeister. Die Kommunalwahl am 9. Juni 2024 führte bei einer Wahlbeteiligung von 59,5 % zu folgendem Ergebnis:
| Partei / Wählergruppe                                     | Stimmenanteil 2019 | Sitze 2019 |  | Stimmenanteil 2024 | Sitze 2024 |
| --------------------------------------------------------- | ------------------ | ---------- |  | ------------------ | ---------- |
| Meyenburger Wählergemeinschaft (MWG)                      | 48,6 %             | 6          |  | 59,1 %             | 7          |
| Unabhängige Wählergruppe „Bürger für Meyenburg“ (UWG BfM) | 29,6 %             | 3          |  | 32,0 %             | 4          |
| Einzelbewerber Manfred Kreibich                           | 05,8 %             | 1          |  | 04,8 %             | 1          |
| SPD                                                       | 03,7 %             | –          |  | 04,1 %             | –          |
| AfD                                                       | 06,8 %             | 1          |  | –                  | –          |
| FDP                                                       | 05,5 %             | 1          |  | –                  | –          |
| Insgesamt                                                 | 100 %              | 12         |  | 100 %              | 12         |

### Bürgermeister
- 1998–2003: Michael Kenzel[13]
- seit 2003: Falko Krassowski[14]

Krassowski wurde in der Bürgermeisterwahl am 9. Juni 2024 ohne Gegenkandidat mit 90,6 % der gültigen Stimmen wiedergewählt.
Seine Amtszeit beträgt fünf Jahre.

### Wappen
| Wappen von Meyenburg | Blasonierung: „In Silber eine zweitürmige rote Burg; die bezinnten Türme sind mit je zwei silbern gerahmten, schwarzen Spitzbogenfenstern und rot-beknauften blauen Spitzdächern versehen; über dem geschlossenen blauen Tor wächst aus einem gemauerten Stufengiebel ein vierblättriger grüner Zweig mit einem linksgewendeten auffliegenden schwarzen Vogel.“ |
| Wappen von Meyenburg | Das Wappen wurde vom Heraldiker Uwe Reipert gestaltet und am 21. Juli 1999 durch das Ministerium des Innern genehmigt. |

## Sehenswürdigkeiten

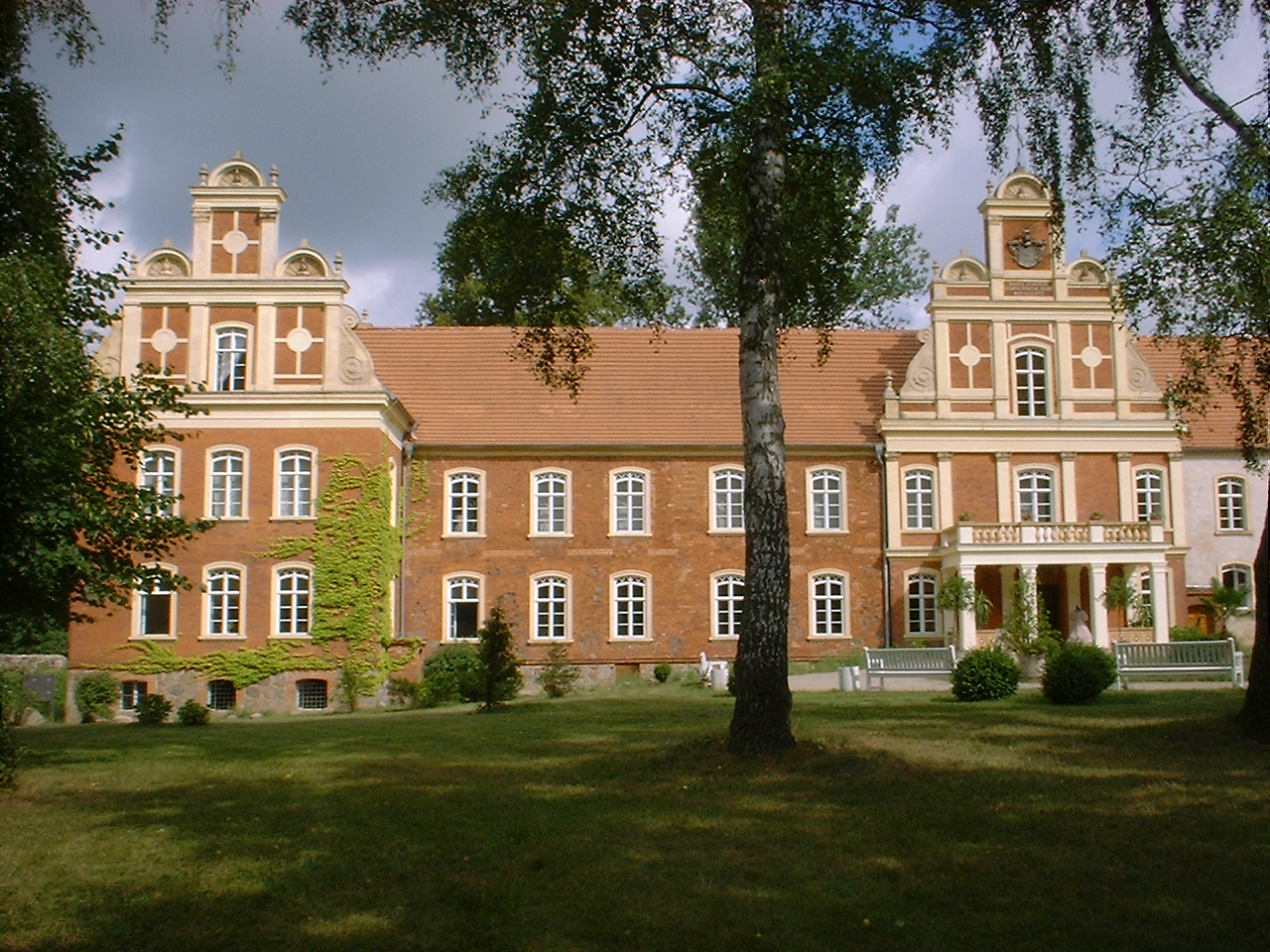
Schloss

- Schloss Meyenburg mit Modemuseum, Bibliothek, Schlossmuseum und Schlosspark
- Evangelische Pfarrkirche mit in der Grundsubstanz spätgotischem Saalbau und Chor. Der neugotische freistehende Turm aus Backstein wurde 1848–50 durch den Baumeister Rosainsky errichtet. Auf dem Grabstein des 1589 verstorbenen Helmut von Rohr befindet sich ein großes Wappen der Familie von Rohr.
- Mahnmalsanlage von 1946/47 auf dem Wilhelmsplatz zur Ehrung des Widerstands gegen den Faschismus
- Gedenkstein von 1948 vor der katholischen Kapelle St. Maria Hilf an der Straße nach Freyenstein zur Erinnerung an die Opfer des Todesmarsches von KZ-Häftlingen im April 1945
- Gedenkmauer an der Kriegsgräberstätte auf dem Friedhof zur Erinnerung an die Opfer von Krieg und Gewaltherrschaft

Weitere denkmalgeschützte Häuser sind in der Liste der Baudenkmale in Meyenburg verzeichnet.

## Wirtschaft und Infrastruktur

### Wirtschaft
Hauptwirtschaftszweig in der Region um Meyenburg ist die Möbelindustrie mit dem Meyenburger Möbel Werk, welches hier seit 1946 (in der DDR unter dem Namen VEB Meyenburger Möbel) ansässig ist. Die etwa 450 Mitarbeiter produzieren Möbel auf einer Fläche von etwa 4000 m². Hergestellt werden unter anderem die Billy-Regale für das schwedische Möbelhaus IKEA.
Seit 2005 existiert im Ortsteil Penzlin-Süd das Gestüt Meyenburg, in dem Trakehner, Oldenburger und Hannoveraner Sportpferde gezüchtet werden. Es sind ca. 20 Zuchtstuten vorhanden. Die aus dem Gestüt stammenden Pferde sind inzwischen in ganz Europa und auch in anderen Ländern der Erde zu finden. Die Pferde werden in der Freizeit und im Pferdesport genutzt und sind teilweise bis zur schweren Klasse in der Dressur erfolgreich.

### Verkehr
Meyenburg liegt an der Bundesstraße 103 zehn Kilometer nördlich der Autobahn A 24 Berlin–Hamburg (Anschlussstelle Meyenburg). Über die B 103 und die nördlich der Stadt abzweigende B 198 besteht auch eine Verbindung zur Anschlussstelle Röbel der A 19 Berlin–Rostock. Die Landesstraße L 14 verbindet Meyenburg mit Parchim und Wittstock.
Die Stadt liegt an der Bahnstrecke Neustadt–Meyenburg. Der Bahnhof Meyenburg wird von der Regionalbahnlinie RB 74 Pritzwalk–Meyenburg (saisonal an Wochenenden weiter bis Plau am See) der Hanseatischen Eisenbahn (HANS) zweistündlich bedient.
Aus Richtung Berlin gab es die Bahnstrecke Kremmen–Meyenburg der früheren Ruppiner Eisenbahn, die seit 1967 zwischen Wittstock und Meyenburg nicht mehr existiert. Die Bahnstrecke Güstrow–Meyenburg wird seit 2004 im Personenverkehr nicht mehr bedient.

## Söhne und Töchter der Stadt
- Wilhelm Wilde (1829–1881), Mediziner
- Hugo Hermes (1837–1915), Mitglied des Preußischen Abgeordnetenhauses, Reichstagsabgeordneter
- Otto Hermes (1838–1910), Direktor des Berliner Aquariums Unter den Linden, Reichstagsabgeordneter
- Paul Schraermeyer (1884–1955), Landrat des Landkreises Hechingen
- Hans Hermann Wilhelm (1892–1975), Schriftsteller, geboren in Buddenhagen
- Hermann Wanckel (1895–1953), Arzt in Parchim
- Martin Schmidt (1928–2003), Wasserbauingenieur
- Hans-Georg Kempfert (* 1945), Bauingenieur, Professor für Geotechnik
- Heidrun Möller (* 1945), Politikerin (SPD), Mitglied des Landtags Saarland
- Jörg A. Hoppe (* 1952), TV-Produzent